# موروان

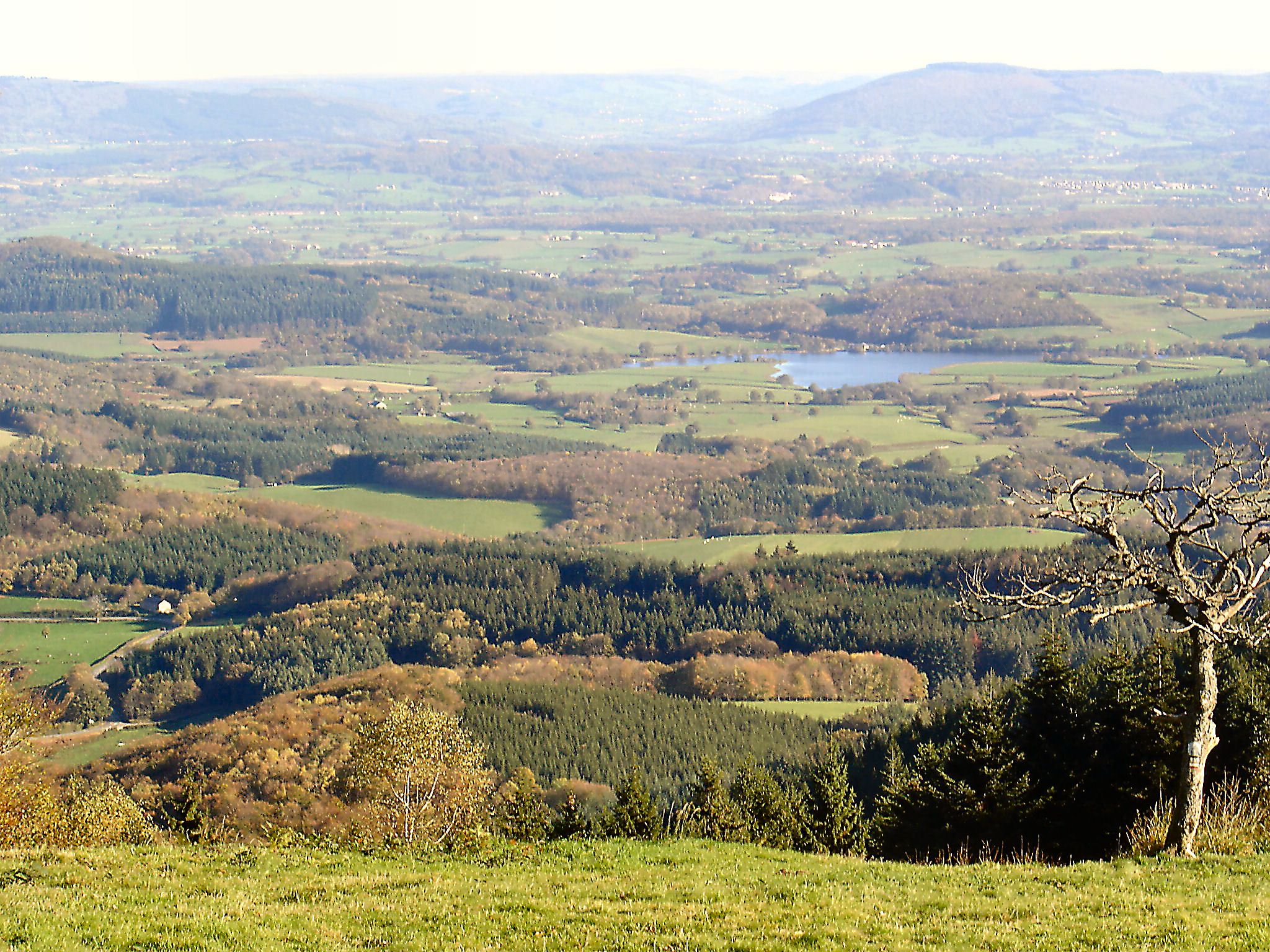
موروان

موروان (Morvan) یکی از مناطق کوهستانی فرانسه است که در ناحیه بورگونی می‌باشد.
از دوران قدیم این منطقه با نامهای Morvinus, Morvennum, Morventum, Morundia شناخته شده ولی به نظر می‌رسد که
ریشهٔ نام موروان - Morvan از زبان سلت آمده و از دو بخش Mor به معنای سیاه و Vand به معنای کوه تشکیل شده است.
موروان یک ناحیه جغرافیایی یا طبیعی کشور فرانسه می‌باشد و نه یک ناحیه کشوری.
این منطقه در قلب ناحیه بورگونی قرار دارد و به چهار شهرستان سونه لوار – Saône-et-Loire – کوت دور – Côte-d'Or – نیور –Nièvre – و یون – Yonne – ارتباط دارد.
این منطقه که بسیار باران خیز است، دارای رودخانه‌های بی شمار است، به طوری که طول تمامی رودخانه‌های موجود در موروان به ۲ هزار کیلومتر میر سد. این رودخانه‌ها از منابع آب‌گیری برای رودخانه سن Seine و لوار Loire به‌شمار می‌روند. همچنین از این رودخانه‌ها، برای آب رسانی دریاچه‌های مصنویی که برای تولید برق ایجاد شده نیز استفاده می‌شود.

## جغرافیای موروان

### دریاچه‌های مصنوعی موروان
- دریاچه سه تون –lac des Settons مساحت ۳۲۰ هکتار، برای استفاده توریستی.
- دریاچه پان سی یر –Le lac de Pannecière– مساحت ۵۲۰ هکتار٬برای ذخیره واب رسانی رود سن ' Seine '
- دریاچه شوم سون –Le lac de Chaumeçon– مساحت ۱۳۵ هکتار٬برای تولید برق.
- دریاچه کره سان –lac du Crescente– مساحت ۱۶۵ هکتار، برای تولید برق.
- دریاچه سان انیان – Le lac de Saint-Agnan– مساحت ۱۴۲ هکتار، برای ذخیره اب نوشیدنی.
- دریاچه شام بو –Le lac de Chamboux– مساحت ۷۵ هکتار برای ذخیره اب نوشیدنی.